# Atentado de Tidjelabine de 2005
El atentado de Tidjelabine ocurrió el 29 de julio de 2005 cuando una bomba explosiva detonó contra una patrulla de la Gendarmería Nacional en la ciudad de Tidjelabine, provincia de Boumerdès, Argelia, matando a dos soldados e hiriendo a otros cuatro. Se sospechaba que la organización Al-Qaeda en el Magreb Islámico fue la responsable.